# Henicorhynchus lobatus
Henicorhynchus lobatus är en fiskart som beskrevs av Smith, 1945. Henicorhynchus lobatus ingår i släktet Henicorhynchus och familjen karpfiskar. Inga underarter finns listade i Catalogue of Life.